# Vinegar Joe (Band)
Vinegar Joe war eine britische R&B-Band um Sängerin Elkie Brooks und Sänger und Gitarrist Robert Palmer. Die Gruppe wurde 1971 gegründet und löste sich nach drei Studioalben 1974 wieder auf. Obwohl Vinegar Joe als hervorragende Live-Band galt, verkauften sich die Alben nur mäßig.

## Geschichte
Nachdem Elkie Brooks im Februar 1971 Pete Gage geheiratet hatte, änderte sich auch das Leben der Eheleute. Teil dieser Neuordnung war auch das Ende der Jazzrock-Band Dada, in der beide spielten. Chris Blackwell von Island Records hatte seinerzeit den Kontakt zwischen Robert Palmer und den Musikern von Dada hergestellt und verfolgte nach dem Ende von Dada das Ziel, eine neue Begleitband für Palmer zu formieren. Dieser setzte sich gegen Blackwells Pläne durch und Elkie Brooks wurde neben ihm die zweite Sängerin. Mit Gitarrist Pete Gage und Bassist Steve York waren zwei weitere ehemalige Mitglieder von Dada in der neu gegründeten Gruppe. Vervollständigt wurde die erste Besetzung mit Keyboarder Tim Hinkley und Schlagzeuger Conrad Isadore. Namensgebung und musikalische Ausrichtung wurden von Chris Blackwell und Ahmet Ertegün von Atlantic Records vorgegeben.
Mit der Unterstützung von Island Records erspielte sich Vinegar Joe bald den Ruf, eine hervorragende Live-Band zu sein. Die Band spielte regelmäßig im Marquee Club in London, trat in Fernsehsendungen bis nach Deutschland auf und spielte im Februar 1972 eine Peel Session ein. Unter dem Eindruck des Erfolges beim Publikum nahm die Band das erste Album Vinegar Joe auf, das 1972 bei Island Records erschien. Brooks bezeichnete es in ihrer Autobiografie als Schnellschuss, der die Plattenfirma kaum Geld gekostet habe und kaum von ihr beworben wurde. Nur kurz darauf folgte das zweite Album Rock’n Roll Gypsies, nun mit Mike Deacon als Keyboarder sowie den Schlagzeugern John Woods und Keef Hartley.
1973 folgte das dritte Album Six Star General. Der Titel war Blackwells Idee und sollte eine Anspielung auf General Joseph Stilwell sein, dessen Spitzname Vinegar Joe war. Mit six star (dt. sechs Sterne) sollte auf die Anzahl der Bandmitglieder angespielt werden, den Rang eines Sechs-Sterne-Generals gibt es nicht. Trotz der Veröffentlichung dreier Alben innerhalb von weniger als zwei Jahren blieb der kommerzielle Erfolg aus und die Band lebte von den Konzert-Gagen. Höhepunkt war im Frühjahr 1973 eine USA-Tournee als Vorband von Wishbone Ash. Als später die Popularität der Band abzunehmen drohte, beschlossen Brooks und ihr Ehemann Gage, einen Raubüberfall auf Brooks vorzutäuschen, um so auf die Titelseiten zurückzugelangen. Doch innerhalb der Band kam es zu Spannungen zwischen Robert Palmer und Elkie Brooks. Beide hielten sich gegenseitig vor, eine Solokarriere anzustreben und die Band nur als Sprungbrett nutzen zu wollen. Laut Brooks war es allerdings Robert Palmer, der mit Hilfe von Chris Blackwell und ohne das Wissen der anderen Bandmitglieder Pläne für seine eigene Karriere machte. Als diese Pläne den anderen Bandmitgliedern bekannt wurden, löste sich Vinegar Joe Ende 1973 auf.
Neben Robert Palmer startete auch Elkie Brooks eine erfolgreiche Karriere als Solokünstlerin.

## Musikstil
Sängerin Brooks und die anderen ehemaligen Mitglieder stammten aus dem Jazz der späten 1960er Jahre. Doch Chris Blackwell wollte die Musik der Band in Richtung zeitgenössischer Rockmusik und Rock ’n’ Roll entwickeln, um die kommerziellen Chancen von Vinegar Joe zu erhöhen. Beim Gesang wechselten sich Brooks und Palmer ab, sang Palmer die Lead-Stimme, fungierte Brooks als Background-Sängerin und umgekehrt. Der Allmusic-Guide nannte Vinegar Joe die Antwort von Island Records auf die amerikanischen Bands wie The Allman Brothers Band.

## Diskografie
Alben
- 1972: Vinegar Joe
- 1972: Rock’n Roll Gypsies
- 1973: Six Star General

Singles
- 1972: Never Met A Dog (That Took to Me)
- 1972: Rock’n Roll Gypsies
- 1972: Whole Lotta Shakin
- 1972: Charlie’s Horse
- 1973: Proud to Be (A Honky Woman)

## Belege
1. ↑  Elkie Brooks: Finding My Voice. S. 79.
2. 1 2 3  Elkie Brooks: Finding My Voice. S. 80.
3. ↑  Elkie Brooks: Finding My Voice. S. 81.
4. 1 2  Elkie Brooks: Finding My Voice. S. 82.
5. ↑  Elkie Brooks: Finding My Voice. S. 83.
6. ↑  Elkie Brooks: Finding My Voice. S. 85.
7. ↑  Elkie Brooks: Finding My Voice. S. 87.
8. 1 2  Elkie Brooks: Finding My Voice. S. 88.
9. ↑  Vinegar Joe bei AllMusic (englisch)